# Скарлетт (роман)
Скарлетт (англ. Scarlett) — роман американской писательницы Александры Рипли, продолжает историю романа Маргарет Митчелл «Унесённые ветром». Написан в 1991 году, занял первое место в списке бестселлеров по версии Publishers Weekly за тот же год. Экранизирован в 1994 году.

## Сюжет
Роман начинается со сцены похорон Мелани Уилкс. Убитый горем Эшли хочет прыгнуть в могилу своей жены, но его спасает Скарлетт, обняв за плечи и оттянув от могилы. Этим она вызывает презрение у ненавидящего её общества, которое знало о её былых целях добыть сердце женатого Эшли. После Скарлетт уезжает в Тару, где узнаёт, что её няня Мамушка при смерти. Скарлетт отправляет телеграмму Ретту с просьбой приехать и попрощаться со старой служанкой. В Таре Ретт подтверждает жене своё решение расстаться. Скарлетт встречает старых друзей — Тарлтонов и Фонтейнов. В Атланте Скарлетт с помощью дяди Генри Гамильтона тайно организует строительство недорогих коттеджей, для которых лесопилка Уилкса должна поставлять стройматериалы, чем выправляет финансовое положение Эшли и его сына Бо. Скарлетт тяжело переносит расставание с Реттом и не может найти себя в обществе Атланты, где её отвергли ещё несколько лет назад. В итоге она уходит в продолжительный запой более чем на полгода.
Получив письмо от родных тёток Полин и Евлалии, Скарлетт осознаёт, до чего докатилась, и едет к ним в Чарльстон, надеясь вернуть Ретта. Ей оказывает радушный приём свекровь Элеонор Батлер, которая не догадывается о размолвке в семье сына. Старомодные традиции и аристократические развлечения Чарльстона быстро надоедают Скарлетт, но она терпит эту скуку ради своей цели вернуть Ретта. Не сумев вызвать ревность мужа, Скарлетт принимает его предложение развестись и просит взять её покататься на яхте. Им чудом удаётся пережить шторм. После проведённой вместе ночи Ретт не изменяет своему решению.
Скарлетт отправляется в Саванну проведать своего дедушку по материнской линии накануне его 94-го дня рождения. Там ей удаётся разыскать ирландских родственников отца, которые приглашают её побывать в Ирландии. На корабле она понимает, что беременна от Ретта, который тем временем оформил развод и немедля женился на Анне Хэмптон. Скарлетт понимает, что утратила любимого, и решает остаться на исторической родине своего отца, потратив деньги, оставленные ей Реттом, на восстановление поместья Баллихара, где раньше жили её предки. В Ирландии Скарлетт говорит, что является вдовой, чтобы её беременность в одиночестве не вызвала лишних вопросов. Всего за несколько месяцев силами Скарлетт Баллихара возрождается из запустения. В этом её поддерживает кузен Колум, входящий в националистическое ирландское братство фениев. Имея в распоряжении кузины целое село, Колум находит в этом выгоду и использует местную англиканскую церковь для тайного хранения повстанческого оружия. После рождения дочери Кэти Колум О’Хара по прозвищу Кэт сама Скарлетт ненадолго возвращается в Америку, чтобы продать часть имущества в Атланте, и передаёт права опеки над старшими детьми сестре Сьюлин и её мужу Уилу Бентину. Свою дочь Скарлетт утаивает от Ретта, боясь, что он отберёт Кэт у матери.
В Ирландии Скарлетт становится свидетелем жестокости английских землевладельцев, поддерживает фениев, но заводит дружбу с некоторыми англичанами и роман с английским лордом Фэнтоном. Скарлетт находит в англичанах интересных собеседников, а их богатые развлечения (конную охоту, крокет) более привычными для себя, чем простонародные ирландские забавы. За это её начинают ненавидеть жители Баллихары, которые до этого были ей благодарны за восстановление селения. Они считают, что дочь Скарлетт является подкидышем, ведь роды были очень тяжелыми и шансов выжить было мало как у матери, так и у ребёнка. Маленькую девочку винят во всех бедах и хотят убить вместе с владетельницей поместья. Во время уличных боёв в Баллихаре неожиданно на помощь Скарлетт является недавно овдовевший Ретт Батлер, и они примиряются.

### Герои
- Скарлетт О’Хара — главная героиня романа. На момент начала романа — супруга Ретта Батлера. Описывается период её жизни с 28 до 35 лет. На протяжении действия романа Скарлетт переезжает из Америки в Ирландию, где становится хозяйкой городка Баллихары и получает известность в светском обществе. После развода с Реттом у неё рождается ребёнок от него — дочь Кэт.
- Ретт Батлер — любимый человек Скарлетт. Богатый и обеспеченный мужчина. Возраст на протяжении действия романа — от 45 до 52 лет (их разница в годах составляет 17 лет). В начале романа Ретт твёрдо намерен развестись с женой, что ему удаётся, несмотря на все препятствия и нежелание самой Скарлетт. После расставания женится на Анне Хэмптон, которую по-своему любит и уважает, но окончательно счастливым с ней не становится, скорее силится забыться в новом браке от ран, нанесённых ему Скарлетт на протяжении многих лет. После смерти Анны он отправляется в Ирландию с намерением вернуть бывшую супругу.
- Граф Люк Фентон — один из богатейших и знатнейших аристократов Англии. Жесток, хладнокровен, светский человек до кончиков ногтей. Он предложил Скарлетт сделку-замужество в обмен на рождение ему крепкого и сильного сына-наследника.
- Колум О’Хара — кузен Скарлетт со стороны отца, католический священник. Глава фенианского братства, борец за свободу Ирландии. Убит в конце романа английскими солдатами.
- Розалина Фицпатрик — подруга Колума, управляющая в Баллихаре. Участница фенианского заговора. В конце романа погибает, взорвав себя в церкви вместе с английскими солдатами.
- Кэти Колум О’Хара — дочь Скарлетт и Ретта. В романе описывается период её жизни с рождения до пяти лет. Смышлёный и развитый, независимый, но одинокий ребёнок.
- Грейн — колдунья и знахарка с Баллихары, спасла жизнь Скарлетт и Кэт при родах. Покровительница девочки. Пользуется нелюбовью жителей городка.
- Шарлотта Монтагю — англичанка из хорошей семьи, обеспечивавшая себя тем, что строила светскую карьеру состоятельным людям, намеревающимся войти в высшее общество. Сделала Скарлетт своею протеже, организовав ей выдающуюся популярность в аристократических кругах.
- Чарльз Реглан — английский офицер, влюблён в Скарлетт. На конец романа убит при столкновении его солдат с жителями Баллихары.
- Барт Морланд — ирландский землевладелец, англичанин. Сосед Скарлетт. Страстный любитель лошадей.
- Анна Хемптон — вторая жена Ретта Батлера. Учительница в Чарльстоне, любимица Элеоноры Батлер. После пяти лет совместной жизни с Реттом, скончалась родами вместе с ребёнком.
- Эшли Уилкс — вдовец Мелани Гамильтон, в которого много лет Скарлетт была безответно влюблена, пока не осознала, что её чувства — просто миф. К концу романа делает предложение англичанке Гариэт Келли. Отец Бо Уилкса.
- Гариэт Келли — бывшая англичанка-гувернантка, сбежавшая из аристократического дома с возлюбленным — конюхом-ирландцем. Мать Билли Келли. Овдовела после того, как её муж был до смерти запорот английскими солдатами. Романтичная и нежная натура. Некоторое время работала у Скарлетт гувернанткой Кэт, позже переехала в Атланту, где приняла предложение Эшли Уилкса выйти за него замуж.
- Билли Келли — сын Гариэт Келли, друг Кэт.
- Элеонора Батлер — мать Ретта, светская леди из Чарльстона.
- Розмари Батлер — сестра Ретта, рождённая от супружеской измены Элеоноры Батлер. Старая дева, интеллектуалка.
- Пьер Робийяр — отец Эллин и дедушка Скарлетт. На момент встречи со Скарлетт в романе ему 94 года. Деспотичный и холодный человек.
- Полина и Евлалия — урождённые Робийяр, тётки Скарлетт, сёстры её покойной матери Эллин.
- Генри Гамильтон — дядя первого мужа Скарлетт, её адвокат. Вёл все её дела в Атланте, но прекратил с ней сотрудничество, не желая вести дело о разводе.
- Семейство О’Хара — родственники Скарлетт по линии её отца, Джеральда О’Хара.
- Уилл Бентин — муж сестры Скарлетт Сьюлин. «Голодранец» по происхождению, но человек практический и сметливый. Ведёт дела в Таре, воспитывает трёх дочерей, а также детей Скарлетт — Уэйда Хемптона и Эллу Лорину.
- Сьюлин О’Хара Бентин — сестра Скарлетт. Примиряется с сестрой по ходу действия романа.
- Индия Уилкс — сестра Эшли Уилкса, старая дева. Ведёт хозяйство вдового брата. На конец романа — по слухам, принимает ухаживания джентльмена-янки.

## Критика
New York Times назвала книгу «культурным каннибализмом», где от «Унесённых ветром» сохранились лишь имена героев.
Автор книг «Песнь Льда и Огня» Джордж Мартин упомянул книгу «Скарлетт», критикуя сиквелы к другим произведениям, в частности, к собственным.

## Экранизация
В 1994 году по книге был снят одноимённый мини-сериал с Тимоти Далтоном и Джоанн Уолли в главных ролях. Сюжет отличается от содержания книги.